# Île de Haute Isle
L'île de Haute Isle est une île située sur la Seine appartenant à Moisson.

## Description
Elle s'étend sur environ 1,6 km de longueur pour une largeur de plus de 260 m. 